# خامه و هلو
«خامه و هلو» (انگلیسی: Peaches & Cream) یک ترانه آراندبی از گروه موسیقی چهارنفرهٔ ۱۱۲ است که در سال ۲۰۰۱ منتشر شد. این ترانه به رتبهٔ ۴ بیلبورد هات ۱۰۰ رسید و به مدت ۲۵ هفته در فهرست ۴۰ ترانهٔ برتر قرار داشت.

## جداول موسیقی
| جداول هفتگی موسیقی (۲۰۰۱)                           | بالاترین رتبه |
| --------------------------------------------------- | ------------- |
| استرالیا (ای‌آرآی‌ای)                                 | ۲۴            |
| استرالین اربان (ای‌آرآی‌ای)                           | ۱۰            |
| هلند (۱۰۰ تک‌آهنگ برتر)                              | ۶۷            |
| اسکاتلند (اوسی‌سی)                                   | ۵۹            |
| تک‌آهنگ‌های بریتانیا (اوسی‌سی)                         | ۳۲            |
| آراندبی/هیپ هاپ بریتانیا (اوسی‌سی)                   | ۷             |
| بیلبورد هات ۱۰۰ ایالات متحده                        | ۴             |
| ترانه‌های داغ آراندبی/هیپ-هاپ ایالات متحده (بیلبورد) | ۲             |
| ریتمیک ایالات متحده (بیلبورد)                       | ۱             |